# Charles Duperré
Pour les articles homonymes, voir Duperré.
Ne doit pas être confondu avec Victor Duperré ou Guy-Victor Duperré.
Charles Marie Duperré (né le 14 septembre 1832, Baguer-Morvan, Ille-et-Vilaine - mort le 12 novembre 1914, Ambarès-et-Lagrave, Gironde) est un amiral français.

## Biographie
Il est le petit-cousin du vice-amiral Victor Duperré et le petit-neveu de l'amiral Guy-Victor Duperré. 
Après l'École navale, il embarque sur La Virginie pendant l'incendie de Macao en 1849. 
En 1854, il se retrouve sur Le Duperré pendant les deux expéditions de la Baltique. 
En 1859, pendant la Campagne d'Italie (1859), il est lieutenant de vaisseau avant de devenir officier d'ordonnance de l'Empereur. 
Capitaine de frégate en 1866, il devient aide de camp de l'empereur et prend le commandement du Forbin en 1868 puis du Reine Hortense, yacht impérial en 1867. 
En 1870, il commande le bélier cuirassé Taureau. 
Il est promu contre-amiral en 1878 et commande la division des mers de Chine et du Japon de novembre 1879 à janvier 1882.
Il est promu vice-amiral en 1884. 
En 1890, il devient président du Conseil des travaux de la Marine,,,. Il est pris dans L'affaire Ernest Picard Destelan en 1896 qui l'accuse d'avoir protégé un lieutenant déserteur.

## Distinctions
- Grand croix de la Légion d'honneur, 1894